# Malthodes crassicornis
Malthodes crassicornis är en skalbaggsart som först beskrevs av Mäklin 1846.  Malthodes crassicornis ingår i släktet Malthodes, och familjen flugbaggar. Arten är reproducerande i Sverige.